# Медијум (ТВ серија)
Медијум (енгл. Medium) америчка је телевизијска серија коју је створио Глен Гордон Карон за NBC и CBS. Прати медијума Алисон Дубоа (Патриша Аркет), која је запослена као консултант окружног тужиоца у Финиксу. Приказивана је од 3. јануара 2005. до 21. јануара 2011. године.

## Радња
Алисон Дубоа је супруга и мајка троје деце која покушава да схвати урођену интуицију о људима, као и своју способност комуницирања с мртвима. Након што је јавност сазнала за њене необичне способности, живот се свима у породици Дубоа окренуо наглавачке.
Ова појава почела је током Алисониног последњег семестра на Државном универзитету Аризоне, док је радила као приправница у канцеларији јавног тужиоца. Недуго затим, универзитетски научници доказали су њену способност на основу низа тестова на којима је постигла изузетно високе резултате по питању прецизности и специфичности. Ова потврда променила је њене планове, те је уместо тужитељке постала професионални медијум.
У својој краткој каријери, Алисон је провела више од 1200 сеанси. На тим сеансама помаже у олакшавању бола онима који су изгубили вољену особу. И даље подржава науку као медијум који помаже у истраживању загробног живота. Она ради на случајевима несталих/убијених особа, као и криминалним случајевима широм САД.

## Улоге
| Глумац            | Улога          |
| ----------------- | -------------- |
| Патриша Аркет     | Алисон Дубоа   |
| Џејк Вебер        | Џо Дубоа       |
| Мигел Сандовал    | Мануел Девалос |
| Софија Василијева | Аријел Дубоа   |
| Феодор Ларк       | Бриџет Дубоа   |
| Дејвид Кибит      | Ли Скенлон     |
| Медисон Карабељо  | Мари Дубоа     |
| Миранда Карабељо  | Мари Дубоа     |
| Тина Диџозеф      | Лин Динови     |
| Рајан Херст       | Мајкл Беноа    |
| Дејвид Аркет      | Мајкл Беноа    |
| Арлис Хауард      | Кенет Пуш      |
| Холистон Колман   | Хана           |
| Куртвуд Смит      | Едвард Купер   |
| Зак Ли Горнача    | Џулијан Пирс   |
| Роксен Харт       | Лили Девалос   |
| Џон Проски        | Том ван Дајк   |
| Анџелика Хјустон  | Синтија Кинер  |
| Анамари Кенојер   | Ешли Витакер   |

## Епизоде
| Сезона | Сезона | Епизоде | Епизоде | Оригинално емитовање | Оригинално емитовање | Оригинално емитовање |
| Сезона | Сезона | Епизоде | Епизоде | Премијера            | Финале               | Мрежа                |
| ------ | ------ | ------- | ------- | -------------------- | -------------------- | -------------------- |
|        | 1.     | 16      | 16      | 3. јануар 2005.      | 23. мај 2005.        |                      |
|        | 2.     | 22      | 22      | 19. септембар 2005.  | 22. мај 2006.        |                      |
|        | 3.     | 22      | 22      | 15. новембар 2006.   | 16. мај 2007.        |                      |
|        | 4.     | 16      | 16      | 7. јануар 2008.      | 12. мај 2008.        |                      |
|        | 5.     | 19      | 19      | 2. фебруар 2009.     | 1. јун 2009.         |                      |
|        | 6.     | 22      | 22      | 25. септембар 2009.  | 21. мај 2010.        |                      |
|        | 7.     | 13      | 13      | 24. септембар 2010.  | 21. јануар 2011.     |                      |